# چارلی لوگ
چارلی لوگ (انگلیسی: Charlie Logg؛ زادهٔ ۲۴ فوریه ۱۹۳۱) قایقران روئینگ اهل ایالات متحده آمریکا بود.
وی در مسابقات کشوری و بین‌المللی در مجموع برندهٔ ۱ مدال طلا شده‌است.